# さいたま市立大砂土東小学校
さいたま市立大砂土東小学校（さいたましりつ おおさとひがししょうがっこう）は、埼玉県さいたま市見沼区にある公立小学校。

## 沿革
- 1932年（昭和7年）4月 - 大砂土村内にあった大和田、攻玉両尋常高等小学校を統合して大砂土東尋常高等小学校として開校。
- 1940年（昭和15年）11月 - 大砂土村・大宮町・三橋村・日進村・宮原村の合併に伴う大宮市の設置により、大宮市立大砂土東尋常高等小学校と改称。
- 1941年（昭和16年）4月 - 国民学校令の公布・施行に伴い、大宮市立大砂土東国民学校と改称。
- 1947年（昭和22年）4月 - 学校教育法の公布・施行による学制改革の実施に伴い、大宮市立大砂土東小学校と改称。大宮市立第五中学校（現・さいたま市立宮原中学校）の分校を併設する。
- 1949年（昭和24年）4月 - 大宮市立第五中学校分校が大宮市立大砂土中学校（現・さいたま市立大砂土中学校）として独立開校。
- 1950年（昭和25年）9月 -  大砂土中学校が新校舎の完成に伴い移転。
- 1967年（昭和42年）4月 - 大宮市立見沼小学校（現・さいたま市立見沼小学校）開校により、本校より分離。
- 1975年（昭和50年）4月 - 大宮市立蓮沼小学校（現・さいたま市立蓮沼小学校）開校により、本校より分離。
- 1977年（昭和52年）4月 - 大宮市立島小学校（現・さいたま市立島小学校）開校により、本校より分離。
- 2001年（平成13年）5月 - 大宮市、浦和市、与野市の合併に伴うさいたま市の設置により、現校名となる。
- 2026年（令和8年） - 現在の通学区域内に建設中のさいたま市立大和田小学校が開校し、本校より分離（予定）。